# 上山竜治
上山 竜治（かみやま りゅうじ、1986年9月10日 - ）は、日本の俳優、声優、タレント。旧芸名は上山 竜司。RUN&GUNの元メンバー。
東京都出身。キューブ所属。血液型はO型。身長175cm、体重67kg。

## 来歴
浅倉大介プロデュースのダンスユニットD.A.N.Kメンバーとして2000年より活動。2001年、よみうりテレビのオーディション番組『スタパー!!』にて宮下雄也、米原幸佑、永田彬と共にRUN&GUNを結成。
同年 7月4日にシングル『LAY-UP!!』でCDデビューを果たす。現在は俳優業を主とし、舞台と映像を中心に活動している。2007年には、独創的な文才を買われ、小説『フライングメロン』を講談社より出版し、作家としても頭角を現す。
本格的な俳優業専念のため、2014年8月31日、RUN&GUN公演2014『4人組』をもってRUN&GUNを卒業。2014年10月よりキューブへ移籍し、あわせて上山竜治へ改名。
私生活では、友人を介して知り合ったモデルで女優の知花くららと、3年の交際期間を経て2017年10月17日に結婚。

## 人物
- RUN&GUNでは最年少ながらリーダーを担当していた。
- 映像の撮影で吹き替えをすることなく演技ができるようにするため、普通自動車（マニュアル／国際免許取得）・普通自動二輪・小型船舶操縦免許・特殊小型船舶操縦士免許・乗馬2級ライセンス・ダイビングライセンスなど多数の免許やライセンスを取得している。殺陣、アクション、アクロバット、ダンス、歌を特技としている。
- 2007年5月7日、日本青年館『ミュージカル エア・ギア vs.BACCHUS Super Range Remix』（主人公イッキ役）を公演中にインラインスケートでの着地時に転倒。腕の骨を二本折る大怪我をしたが、観客にはわからなかった程の精神力でそのまま舞台を続けた。直ちに手術が必要な状態であったが、極力体を動かさないという医師からの条件のもと、翌日の千秋楽の舞台をこなした。
- 『家庭教師ヒットマンREBORN!』にて初声優に挑戦した際、初めてのセリフを2テイクでOKを出せた喜びからアフレコブース内で前転をした。
- 『新テニスの王子様』のアニメでは関西弁を話す種ヶ島修二役に起用されたが、イントネーションが気になるというファンからの意見に対し、関東出身の上山が関西弁を話す役に起用されたのは意図的であるとブログで説明された[4]。

## 出演

### テレビドラマ
- 乱歩R 第4話（2004年、読売テレビ） - 雨宮由紀夫 役
- 日本のこわい夜　くも女（2004年9月22日、TBS）
- ヤンキー母校に帰るSP 不良少年の夢（2005年、TBS） - 坪井大輔 役
- アフリカのツメ（2005年、読売テレビ）
- ココリコミラクルタイプドラマスペシャル・結婚しない女（2006年、フジテレビ） - 鈴木映二 役
- だめんず・うぉ〜か〜（2006年、テレビ朝日） - 鈴来直人 役
- 松本喜三郎一家物語 〜おじいさんの台所〜（2007年、フジテレビ） - 清水 役
- クッキングパパ（2008年、テレビ西日本） - 田中一 役
- 新撰組　PEACE MAKER（2010年、毎日放送） - 山南敬助 役
- SPEC〜警視庁公安部公安第五課 未詳事件特別対策係事件簿〜 第3話（2010年、TBS） - 大井竜次 役
- 示談交渉人 ゴタ消し 第6話（2011年、読売テレビ） - 森本順二 役
- 押忍!!ふんどし部!（tvk） - 北川心 役
- 信長協奏曲 第4.6-11話 - （2014年、フジテレビ） - 竹中重矩 役
- 侠飯〜おとこめし〜 第5話（2016年、テレビ東京） - サトウ 役
- やんごとなき一族 第4話（2022年5月12日、フジテレビ）- 反町文也 役

### 映画
- ROUTE58（2003年5月、監督：倉持健一） - 主演 金城潤 役
- 逆境ナイン（2005年7月、監督：羽住英一郎） - サッカー部二見 役
- あそこの席（2005年9月、監督：中村義洋） - 沖圭市 役
- Wannnabe FREE! 東京ガール（2006年8月、監督：津谷祐司） - マナブ 役
- 走り屋ZERO II（2009年6月、監督：広瀬陽） - 主演ハチ 役
- 喧嘩番長 フルスロットル（2009年） - 主演 武田トモヤ 役
- 喧嘩番長_劇場版〜全国制覇（2010年、監督：東海林毅） - 沖田総司 役
- TSY （2011年、監督：中川通成） - 大海三郎（高校時代） 役

### 舞台
- ブロードウェイミュージカル『イントゥ・ザ・ウッズ』（2004年、演出：宮本亜門） - ジャック 役
- 劇団赤鬼 with RUN&GUN「Prisoner#5」（2004年） - 主人公 ソニック 役　主演
- RUN&GUN -再編- theater odyssey 05-06 〜大人のエンターテイメント〜（2005年 - 2006年、作・演出：腹筋善之介） - 主演
- オーサカヘブン（2006年） - ロクロー 役
- ミュージカル『エア・ギア』（2007年、演出：茅野イサム） - ロミオ 役
- ミュージカル『エア・ギア vs.BACCHUS Super Range Remix』（2007年、演出：茅野イサム） - 主演 南樹 役
- SPECTACLE GARDEN（2007年、作・演出：ますもとたくや）
- アンラッキーデイズ（2007年、作・演出：西永貴文（猫☆魂）/プロデュース 堤幸彦） - カントク 役
- RUN&GUN.Stage「ブルーシーツ」（2008年、演出：田村孝裕） - 主演
- アトリエ・ダンカンプロデュース『空中ブランコ』（2008年、演出：河原雅彦）
- 劇団スイセイ・ミュージカル『サウンド・オブ・ミュージック』（2008年） - ロルフ 役
- RUN&GUN Stage第2弾「YooSoRo!〜日本を変えたヤツらを変えたヤツら〜」（2009年、作・演出:松村武） - 小六 役
- オアシスと砂漠〜Love on the planet〜（2009年、演出：茅野イサム） - 金城秋 役
- スタジオライフ公演「フルーツバスケット」（2009年、演出：倉田淳） - 草摩夾 役
- EVIL DEAD THE MUSICAL〜死霊のはらわた〜（2009年、演出：河原雅彦） - スコット 役
- 東京ダンスオペラ2009「Dark Angels 〜名前も持たない子どもたち〜」（2009年）
- 赤と黒（2009年10月、脚色・演出：赤澤ムック） - ナポレオン・影ジュリアンソレル 役
- 困ったメン〜絶望のジングルベルMIX〜（2004年、脚本・演出：村上大樹） - 主演
- RUN&GUN Stage　第3弾「僕らのチカラで世界があと何回救えたか」（2010年、演出：青木豪） - 幹久 役
- ミュージカル 『エア・ギア vs.BACCHUS Top Gear Remix』（2010年、演出：茅野イサム） - ロミオ 役
- 罠（2010年、作：ロベール・トマ / 演出：深作健太） - マクシマン神父 役
- ロックンロール（2010年、作：トム・ストッパード / 演出：栗山民也） - スティーブン 役 他
- The RUN&GUN HORROR SHOW 『バッカスの宴』（2011年、演出：茅野イサム） - 主演 ロミオ 役
- パイナップルゴーストホテル（2011年、作・演出：稲城冬威） - 主演
- Jellyfish－岸辺の亀とクラゲ－（2011年、演出：和田憲明） - 坂口 役
- DRACULA（2011年、東京国際フォーラム） - ジャック・スアード医師 役
- The RUN&GUN Natale SHOW 『バッカスの聖夜』（2011年、演出：茅野イサム） - 主演 ロミオ 役
- 押忍!!ふんどし部!再演（2012年、演出：河原雅彦） - 北川心 役
- 「コルトガバメンツ」（2012年、作：田村孝裕［ONEOR8］/演出：右近健一［劇団☆新感線］）
- 『gravity×茉奈　佳奈Special Live』（2012年3月30日 - 31日、東京/4月28日、大阪） - ゲスト出演
- 即興芝居イベント『Action Vol.3』（2012年4月20日）
- Play Park 2012~日本短編舞台ふぇす~（2012年4月21日）
- 『Bitter days, Sweet nights』（2012年8月2日 - 11日、演出：G2） - ジュン 役
- スタッフ・アッププレゼンツ vol.2 『魔法のオルゴール』（2012年9月8日 - 17日） - 主演
- 『助太刀屋助六 外伝』（2012年12月15日 - 24日、ル テアトル銀座 by PARCO、作・演出:G2/主演：市川猿之助）
- 『L'OPERA ROCK MOZART』（2013年2月11日 - 17日、東急シアターオーブ、演出:フィリップ・マッキンリー） - ダ・ポンテ役
- 東京ハートブレイカーズ『サイレント・フェスタ』（2013年4月25日 - 29日、脚本・演出：ほさかよう（空想組曲）） - 主演 奏 役
- ミュージカル「冒険者たち」〜The Gamba 9〜（2013年6月、サンシャイン劇場）- 主演 ガンバ 役
- 『宝塚BOYS』（2013年7月23日 - 8月11日、2018年、演出:鈴木裕美） - 竹田幹夫 役（2013年）、竹内重雄 役（2018年）
- ブロードウェイミュージカル『メリリー・ウィー・ロール・アロング』（2013年12月、演出：宮本亜門）
- Paco〜パコと魔法の絵本〜 from「ガマ王子vsザリガニ魔人」（2014年、作：後藤ひろひと / 演出：G2） - 滝田 役
- 「ブラック メリーポピンズ」　世田谷パブリックシアター（2014年7月、演出：鈴木裕美 / 上演台本：田村孝裕） - ヘルマン 役
- ミュージカル『レ・ミゼラブル』（2015年、2017年、2019年） - アンジョルラス 役
- ミュージカル『花より男子』（2016年1月 - 2月、演出:鈴木裕美 / 脚本:青木豪） - 美作あきら 役
- 『ブラック メリーポピンズ』（2016年5月） - ヘルマン 役[5]
- ミュージカル『ヴィンセント・ヴァン・ゴッホ』（2016年9月） - テオ 役 [6]
- ブロードウェイ・ミュージカル『コメディ・トゥナイト! ローマで起こったおかしな出来事《江戸版》』（2017年3月） - 荒尾正蔵 役[7]（Wキャストで東京公演のみ出演）
- ミュージカル「リューン ～風の魔法と滅びの剣～」（2018年2月 - 3月）
- 新国立劇場 開場20周年記念 2017/2018シーズン「夢の裂け目」（2018年6月）
- 浪漫活劇『るろうに剣心』（2018年） - 武田観柳 役
- こまつ座 第125回公演「どうぶつ会議」（2019年1月 - 2月）
- ミュージカル「ウエスト・サイド・ストーリー」Season1（2019年11月 - 2020年1月、IHIステージアラウンド東京）- リフ 役（Wキャスト）
- ミュージカル「マリー・アントワネット」（2021年1月28日 - 2月21日、東京 / 3月2日 - 11日、大阪） - ジャック・エベール 役（Wキャスト）
- Musical「HOPE」（2021年10月1日 - 17日、本多劇場）[8]
- A New Musical『ゆびさきと恋々』（2021年6月4日 - 13日、本多劇場） - 京弥 役 [9]
- ミュージカル「浜村渚の計算ノート」（2021年12月27日 - 30日、大阪/2022年1月6日 - 8日、東京） - 武藤龍之介 役
- cube 25th presents 音楽劇「夜来香ラプソディ」（2022年3月、東京 / 2022年4月、愛知 / 2022年4月、大阪 / 2022年4月、新潟） - 中川牧三 役[10]
- 音楽劇『クラウディア』Produced by 地球ゴージャス（2022年7月4日 - 24日、東京 / 7月29日 - 31日、大阪府） - 「根國」の長・ヤン役[11]
- ミュージカル「エリザベート」（2022年10月 - 2023年1月） - ルイジ・ルキーニ 役[12]
- ミュージカル「マリー・キュリー」（2023年3月 - 4月） - ピエール・キュリー 役[13]
- ミュージカル「アンドレ・デジール　最後の作品」（2023年9月 - 10月） - ジャン・コルディエ 役
- 舞台「メイジ・ザ・キャッツアイ」（2024年2月6日 - 3月3日、明治座） - 平野猛 役[14]
- 女の友情と筋肉 THE MUSICAL -幸せの上腕二頭筋-（2024年5月17日 - 6月9日、なかのZERO 大ホール 他） - 村上シオリ 役[15]
- ミュージカル「三銃士」（2024年9月8日 - 10月27日、日生劇場 他） - ジュサック 役[16]
- 白衛軍 The White Guard（2024年12月3日 - 22日、新国立劇場 中劇場）[17]
- ミュージカル「刀剣乱舞」〜坂龍飛騰〜（2025年3月23日 - 5月11日、TOKYO DOME CITY HAL 他） - 坂本龍馬 役[18]
- ハリー・ポッターと呪いの子（2025年7月8日 - 2026年1月31日〈予定〉、TBS赤坂ACTシアター、作：J.K.ローリング、脚本：ジャック・ソーン、演出：ジョン・ティファニー） - ロン・ウィーズリー 役（Wキャスト）[19][20]

### テレビアニメ
- 家庭教師ヒットマンREBORN! - ジル 役
- 新テニスの王子様（2012年） - 種ヶ島修二 役
- 新テニスの王子様 U-17 WORLD CUP（2022年） - 種ヶ島修二 役
- 新テニスの王子様 U-17 WORLD CUP SEMIFINAL（2024年） - 種ヶ島修二 役

### OVA
- 新テニスの王子様 OVA vs Genius10 - 種ヶ島修二 役

### ゲーム
- ACE COMBATX2 ジョイントアサルト ‐ミロシュ・スレイマニ　役

## 作品

### シングル・アルバム
RUN&GUNの全作品に参加

#### キャラクターソング
- 新テニスの王子様シリーズ
  - THE BEST OF U-17 PLAYERS II SYUJI TANEGASHIMA（種ヶ島修二名義）
  - テニプリFEVER（テニプリオールスターズ、テニプリオールスターズ選抜C名義）

### VHS
- “BLUE JOURNEY” the another story of ROUTE58 Featuring RUN&GUN（2003年5月2日発売）
- memory of voyage（2003年8月6日発売）

### DVD
- Alley-oop（2002年9月19日発売）
- memory of voyage（2003年8月6日発売）
- SUMMER TOUR 03 -BLUE JOURNEY- 8.20 SHIBUYA AX（2004年3月3日発売）
- RUN&GUN Stage「ブルーシーツ」（2008年4月23日発売）
- RUN&GUN Stage「YooSoRo!〜日本を変えたヤツらを変えたヤツら〜」（2009年2月11日発売）
- RUN&GUN Stage「僕等のチカラで世界があと何回救えたか」（2010年6月30日発売）
- キラキラACTORS TV Vol.3 湯澤幸一郎・上山竜司（2008年10月15日発売）
- 走り屋ZEROII -ストリート伝説-（2009年6月20日）
- Bitter days,Sweet nights（2012年12月14日発売）

### 書籍
- フライングメロン（2007年4月24日発売、講談社） 米原幸佑と共作
- TEAM!チーム男子を語ろう朝まで!（2008年2月20日発売、太田出版）
- 働くMen's写真集　Work-ish（2008年3月27日発売、幻冬舎） ISBN 4-344-81276-X